# Дольне-Ґронди
Дольне-Ґронди (пол. Dolne Grądy) — село в Польщі, у гміні Пиздри Вжесінського повіту Великопольського воєводства.
Населення — 343 особи (2011).
У 1975-1998 роках село належало до Конінського воєводства.

## Демографія
Демографічна структура станом на 31 березня 2011 року:
|          | Загалом | Допрацездатний вік | Працездатний вік | Постпрацездатний вік |
| -------- | ------- | ------------------ | ---------------- | -------------------- |
| Чоловіки | 180     | 48                 | 117              | 15                   |
| Жінки    | 163     | 31                 | 97               | 35                   |
| Разом    | 343     | 79                 | 214              | 50                   |